# 高知県道217号久保大宮線
高知県道217号久保大宮線（こうちけんどう217ごう くぼおおみやせん）は、高知県香美市を通る一般県道である。

## 概要
香美市物部町大栃から香美市香北町美良布に至る。

### 路線データ
- 起点：香美市物部町大栃（高知県道49号大豊物部線交点）
- 終点：香美市香北町美良布（国道195号交点）

## 路線状況

### 重複区間
- 高知県道226号永野久保川線（香美市香北町大井平 - 香美市香北町朴ノ木）

### 道路施設

#### 橋梁
- 韮生川橋（上韮生川、香美市）
- 暁見橋（物部川、香美市）

別線
- 新在所橋（物部川、香美市）

## 地理

### 通過する自治体
- 高知県
  - 香美市

### 交差する道路
| 交差する道路                           | 交差する場所 | 交差する場所 |
| -------------------------------------- | ------------ | ------------ |
| 高知県道49号大豊物部線                 | 物部町大栃   | 起点         |
| 高知県道226号永野久保川線 重複区間起点 | 香北町大井平 |              |
| 高知県道226号永野久保川線 重複区間終点 | 香北町朴ノ木 |              |
| 高知県道218号日ノ御子土佐山田線        | 香北町西峯   |              |
| 国道195号                              | 香北町美良布 | 終点         |

### 沿線
- 香美市立大宮小学校
- 物部川
- 永瀬ダム
- 高知県立大栃高等学校
- 香美市立大栃中学校
- 道の駅美良布（終点付近）